# As (journal)
Pour les articles homonymes, voir As.
As est un quotidien espagnol sportif détenu par le groupe Prisa et édité par Alfredo Relaño. Centré sur le football, il couvre spécialement le Real Madrid ainsi que l'Atlético de Madrid, les deux grands clubs de la capitale, ce qui le place en concurrence directe avec Marca, l'autre quotidien sportif de Madrid.

## Historique
As est fondé le 6 décembre 1967 par Luis Montiel Balanzat (es), qui avait déjà fondé en 1928 la revue culturelle Estampa et la revue people Semana (es) en 1940.